# أندريا ميكلوس
أندريا ميكلوس (بالرومانية: Andrea Miklos) هي عداءة سريعة رومانية، ولدت في 17 أبريل 1999 في كلوج نابوكا في رومانيا.

## وصلات خارجية
- أندريا ميكلوس على موقع الاتحاد الدولي لألعاب القوى (الإنجليزية)
- أندريا ميكلوس على موقع اللجنة الأولمبية الدولية (الإنجليزية)
- أندريا ميكلوس على موقع أوليمبيديا (الإنجليزية)
- أندريا ميكلوس على موقع اللجنة الأولمبية الرومانية (الرومانية)